# 帕達島
帕達島（Padda Island）是南極洲的島嶼，位於呂佐夫-霍爾姆灣，該島嶼根據挪威探險隊拍攝的空中照片被繪入地圖，該島嶼現時由南極條約體系管理。